# Michael Smolanoff
Michael Louis Smolanoff (New York, 11 mei 1942) is een Amerikaans componist en muziekpedagoog.

## Levensloop
Smolanoff studeerde aan de Juilliard School of Music in New York en aan het Combs College of Music in Philadelphia. Van 1966 tot 1970 was hij lid van de United States Air Force Band in Washington. Aansluitend was hij medewerker bij de muziekuitgave Marks Music Company. Daarna werd hij tot professor aan de Rutgers-universiteit in New Brunswick. 
Als componist schrijft hij werken voor vele genres, orkest, harmonieorkest, opera, vocale muziek, koormuziek en kamermuziek. 

## Composities

### Werken voor orkest
- Canto, voor trompet en orkest
- Celebration, voor orkest
- Concertino, voor altsaxofoon en strijkers
- Concerto, voor piano vierhandig en strijkorkest
- Concerto, voor trombone en orkest
- Connotations, voor strijkers
- Poem, voor orkest
- Psalms: for a Feastday, voor spreker en orkest

### Werken voor harmonieorkest
- 1966 Canticle for Band, op. 14
- Caricature for Band, voor harmonieorkest, op. 24
- Kaleidoscope, voor harmonieorkest
- Pages from a Summer Journal, voor harmonieorkest
- Symphony No. 2, voor harmonieorkest, op. 11

### Muziektheater

#### Opera's
- Vercingetorix, opera, 1 akte - libretto: Frank Quilkin

### Werken voor koren
- Sigh No More, Ladies, voor gemengd koor, piano en klarinettenkoor
- This is My God, voor gemengd koor en harmonieorkest

### Vocale muziek
- Day of calm Sea, voor sopraan, dwarsfluit, klarinet, fagot, harp, viool, altviool, cello en slagwerk
- Four Heiku songs, voor sopraan en piano
- From the Orient, voor sopraan, dwarsfluit, harp en tamboerijn
- Hear, O Israel, voor bas-bariton solo, gemengd koor, strijkers en piano
- Heralds of a green Youth, voor mezzosopraan, 4 dwarsfluiten, althobo, harp, trompet en 2 slagwerkers
- World Today is Wild, voor bas-bariton solo, blazerskwintet, koperkwintet en 3 slagwerkers

### Kamermuziek
- 1968 Essay, voor hoorn en orgel
- In Memoriam, voor hobo en piano
- Set of Three, voor tuba en piano, op. 17
- Sonata, voor fagot en piano
- Sonata da camera, voor dwarsfluit, hobo, cello en klavecimbel
- Strijkkwartet

### Werken voor piano
- Children's Suite
- Pages from a Summer Journal, voor piano vierhandig
- Preludes for Piano
- Variations

### Werken voor gitaar
- Five Essays

### Werken voor slagwerk
- Five episodes, voor vibrafoon

### Filmmuziek
- Oval Portrait, a vampire story

## Publicaties
- Edith Borroff, Donald Chittum: Current Chronicle, The Musical Quarterly, Vol. 55, No. 3 (juli 1969), pp. 396-407